# Tillandsia lescaillei
Tillandsia lescaillei är en gräsväxtart som beskrevs av Charles Wright. Tillandsia lescaillei ingår i släktet Tillandsia och familjen Bromeliaceae. Inga underarter finns listade i Catalogue of Life.